# Avetik Isahakyan
Avetik Isahakyan (in armeno Ավետիք Սահակի Իսահակյան?; Gyumri, 30 ottobre 1875 – Erevan, 17 ottobre 1957) è stato un poeta armeno.
Studiò a Echmiadzin, presso il seminario Kevorkian, quindi a Vienna e a Lipsia dove studiò filosofia e antropologia. Iniziò in questa prima giovinezza la sua carriera letteraria e politica. Nel 1895 entrò a far parte del comitato esecutivo di Alessandropoli della Federazione Rivoluzionaria Armena che supportò attraverso la sua attività. Nel 1896 fu arrestato a causa di queste attività Armenia.
Si recò nuovamente all'estero, e all'Università di Zurigo studio Letteratura e Filosofia.
Nel 1898 diede alle stampe la raccolta Canti e ferite, e nel 1902 ritornò in patria e di qui trasferirsi a Tiflis.
Dopo un periodo all'estero (1911-1936), si stabilì nell'Armenia sovietica. Tra le sue opere si ricordano Abul Ala Maari (1911), Mger di Sasun (1919) e Ustá Karo.
Nel 1946 ottenne il rinomato Premio Stalin.